# 塞西莉·內維爾
塞西莉·內維爾（英語：Cecily Neville，1415年5月3日—1495年5月31日），約克公爵夫人，是威斯摩蘭伯爵拉爾夫·內維爾和岡特的約翰之女瓊安·博福特的女兒，第三代约克公爵约克的理查的妻子，两位英格兰国王爱德华四世和理查三世的母亲。塞西莉·内维尔因出生于达勒姆的雷比城堡而被称为“雷比的玫瑰”，也因她的骄傲和与之相伴的脾气而被称为“骄傲的西斯”，尽管她也以虔诚着称。她本人的签名为“Cecylle”。
玫瑰战争期间，塞西莉的丈夫是约克派领袖和王位竞争者直到于1460年被杀。1461年，他们的儿子爱德华废黜亨利六世而登基为爱德华四世。约克公爵夫人因而错失了王后之位。

## 家庭背景
塞西莉是父亲的22个孩子中最小的，是其后妻琼安所生。她的祖父母是第三代雷比的内维尔男爵约翰和毛德·珀西，后者是第二代珀西男爵亨利的女儿。她的外祖父母是第一代兰开斯特公爵冈特的约翰和他的第三任妻子凯瑟琳·斯温福德。冈特的约翰是爱德华三世与埃诺的菲利帕第三个成活的儿子。
她是同时代领军人物和统帅第十六代沃里克伯爵理查的姑母、儿子理查三世的妻子安妮·内维尔的姑祖母、曾孙亨利八世国王的第六任王后凯瑟琳·帕尔的高曾祖姑母。

## 约克公爵夫人
1424年，8岁的塞西莉與被父亲監護的13岁的被监护人理查订婚。同年，两人初见，塞西莉“让他在温柔的智慧中温柔地欢呼”。1425年10月拉尔夫去世，将理查的监护权交给遗孀琼安。同年琼安带理查去伦敦的兰开斯特朝廷居住，塞西莉可能也同去。1429年10月，塞西莉和理查结婚。一说塞西莉曾在1438年生育但婴儿未成活。1439年8月，他们的长女安妮在北安普敦郡出生。当理查于1441年成为国王的副官和法国总督并搬到鲁昂时，塞西莉也跟着他一起搬去了。他们的儿子亨利于2月出生，但不久就去世了。
他们的下一个儿子，未来的国王爱德华四世，于1442年4月28日出生在鲁昂，并立即在一个小教堂里私下洗礼。后来，他的表兄第十六代沃里克伯爵理查和弟弟克拉伦斯公爵乔治指控他是私生子，这是诋毁政敌的常用手段。乔治和沃里克当时正与爱德华发生争执，试图推翻爱德华的国王地位。这些指控稍后将被驳回。尽管如此，一些现代历史学家认真考虑了这一问题，并使用爱德华的出生日期作为支持证据：假设爱德华并非早产（无证据），塞西莉怀孕时，约克的理查离她还有几天的路程，而婴儿爱德华的洗礼简单而私人，不像他的弟弟拉特兰伯爵埃德蒙那样公开而奢侈。然而，其他历史学家反驳了这一点，他们指出，根据当时的军事惯例，塞西莉的丈夫很容易回到塞西莉当时居住的鲁昂，当时的洗礼大会意味着低调洗礼更有可能发生，因为当时约克的理查政治地位相对较低，而且担心婴儿的存活。如果洗礼的不同被认为是对一个被认可和珍视的继承人的否认，那么这不仅是对一个在爱德华出生前后被理查珍视的妻子的羞辱，也是一场个人和政治的羞辱。无论如何，理查承认这个孩子是他自己的，这就为他确立了合法的父亲身份。
1454年前后，理查开始恨塞西莉的表兄第二代索默塞特公爵埃德蒙·博福特，塞西莉在王后安茹的玛格丽特面前为丈夫辩护。同年亨利六世精神崩溃后，约克的理查自立为护国公。
1455年玫瑰战争爆发后，塞西莉留在拉德洛城堡的家，即使在理查逃到爱尔兰和欧洲大陆后。约克派在卢德福德战役战败后，塞西莉和儿子乔治、理查、女儿玛格丽特被转移到考文垂交塞西莉的姐姐白金汉公爵夫人安妮照顾，其实被软禁在肯特的彭斯赫斯特庄园。与此同时，她偷偷地为约克家族的事业工作。1459年11月，当议会开始辩论约克公爵及其支持者的命运时，塞西莉前往伦敦为丈夫辩护。一位同时代的评论者表示，据说她已经说服国王承诺如果公爵在8天后出现在议会中，就会赦免他。这一努力失败了，理查的土地被没收，但塞西莉设法每年获得600英镑的补助金来养活自己和她的孩子们。
1460年7月约克派在北安普敦战役中获胜后，塞西莉及子女被解除软禁，她带着孩子搬到伦敦，并与律师约翰·帕斯顿住在一起。9月，她戴着王室纹章出现在凯旋伦敦的理查面前。当约克公爵和他的继承人们在《调解法案》中被正式承认为亨利六世的继任者时，塞西莉成为了一名准王后，甚至从编年史家约翰·哈丁那里收到了一份英格兰编年史的副本。
但在1460年12月30日的韦克菲尔德战役中，兰开斯特派取得了决定性的胜利。约克公爵、他的次子拉特兰伯爵埃德蒙和塞西莉的哥哥索尔斯伯里伯爵理查都阵亡。塞西莉将她最小的两个儿子乔治和理查送到勃艮第公爵菲利普三世的朝廷。这迫使菲利普与约克派结盟。

## 两位国王的母亲、一位王后的姑祖母、一位王后的祖母
塞西莉的长子爱德华成功地继续与兰开斯特派作战。塞西莉搬到伦敦的贝纳德城堡后，那里成为了约克派的总部，爱德华击败兰开斯特派并登基后，她作为国王的母亲得到了尊崇。
在爱德华统治初期，塞西莉出现在他身边并保持着她的影响力。1461年，她修改了自己的纹章，将英格兰的王室纹章包括在内，暗示她的丈夫曾是一位合法的国王。当爱德华与伊丽莎白·伍德维尔结婚时，他为她建造了新的王后宫，并让他的母亲留在她一直居住的王后宫。塞西莉不满爱德华四世的婚姻，甚至怒骂爱德华四世不是约克家族的儿子，这也成为后来爱德华四世的政敌们攻击他身世的证据。1460年代和1470年代的信件表明，塞西莉被积极卷入土地、监护权和佃户财产的争端。
1469年，她的侄子第十六代沃里克伯爵理查也是两位儿子乔治和理查共同的岳父反叛爱德华四世。她访问桑德维奇，可能试图和解两派。叛乱初期失败时，她邀请爱德华和乔治去伦敦自己的住所贝纳德城堡和解他们。和平没有长期维持，在即将到来的战斗中，她仍然试图令儿子们言和。
爱德华四世短暂地被沃里克和安茹的玛格丽特推翻。乔治为了要求王位，声称爱德华四世是私生子，可能偏爱乔治的塞西莉难以置信地对这一说法给予了支持。之后大约半年时间（1470年10月—1471年4月），亨利六世复辟。塞西莉秘密劝说乔治重新支持爱德华。爱德华复位后，和乔治兄弟之间的裂痕显然从未完全愈合；事实上，1478年2月18日，乔治在伦敦塔以叛国罪伏诛，塞西莉求情未果，离开宫廷，去伯克姆斯特德居住，很少再与爱德华联络。1483年4月9日，爱德华四世暴崩，留下12岁和9岁的两个儿子，年长者史称爱德华五世国王。塞西莉的幼子理查王叔按爱德华的遗命受任为护国公，却将爱德华四世的两个儿子置于伦敦塔，就像国王等待加冕典礼的习俗一样；他们的命运仍然存在争议。6月22日，拉尔夫·肖博士在布道中声称爱德华和乔治都不是老公爵的合法儿子，只有理查是，所以理查应该继位，塞西莉因而愤怒地抗议自己受辱，因为她的态度，爱德华四世是私生子的提法被打压。随后的一项调查指爱德华四世和伊丽莎白·伍德维尔的婚姻已经无效。因而1484年的《议会法案》宣布所谓的“塔里的王子”为私生。理查于1483年7月6日加冕为理查三世国王。塞西莉可能顾虑到孙子年幼，对此也给予了支持，或见其不可避免而没有反对。尽管理查并无指使肖公然污蔑自己的母亲，但塞西莉可能因为愤怒，没有参加理查三世的加冕。
塞西莉与儿媳也是侄孙女安妮·内维尔关系融洽，与她谈论宗教，如哈克伯恩的麦奇尔德的作品。
1485年5月，理查曾去伯克姆斯特德与母亲塞西莉同住。理查的任期短暂；1485年8月22日，他在博斯沃思战役中被兰开斯特派领袖亨利·都铎败杀，后者当时登基为亨利七世国王。截至1485年，塞西莉的丈夫和全部四个儿子全都死去，尽管两个女儿伊丽莎白和玛格丽特还在世。1486年1月18日，塞西莉的长孙女即爱德华四世的长女约克的伊丽莎白嫁给亨利七世为英格兰王后。同年，塞西莉的曾孙亚瑟王子出生，曾孙女玛格丽特公主生于1489年，曾孙亨利生于1491年，都在她生前。塞西莉致力于宗教，在当时有虔诚的名声。

## 去世和遗言
1495年5月31日，塞西莉去世，与丈夫和儿子埃德蒙合葬于北安普敦郡佛瑟林海的圣玛丽和万圣教堂的坟墓中，并受到教宗的大赦。自亨利八世起所有的英格兰和不列颠国王都是约克的伊丽莎白的后代，也就是都是塞西莉的后代。
1495年4月1日，塞西莉写下遗嘱，自称为“已故约克公爵理查王子的妻子塞西尔”。8月27日，坎特伯雷特权法院证明了这一点。塞西莉在遗嘱中提到了亡夫和长子爱德华四世，却没有提到她可能认为是亡国罪人的儿子乔治和理查，对自己曾经厌恶的儿媳伊丽莎白王后的态度也已缓和。她在明确对孙女们的遗产分配时，一一提到她们的名字，且称她们为自己的女儿而非孙女。

## 子女
1429年，塞西莉與約克公爵理查·金雀花結婚，兩人共有12个子女，成年的有4子3女：
1. 安妮（英语：Anne, Duchess of Exeter）（1439年8月10日—1476年1月14日），最初是第三代埃克塞特公爵亨利·霍兰的妻子，后改嫁托马斯·圣莱杰爵士
2. 约克的亨利（1441年2月10日），出生不久即去世
3. 愛德華（1442年4月28日—1483年4月9日）
4. 埃德蒙（英语：Edmund, Earl of Rutland）（1443年5月17日—1460年12月30日），在韦克菲尔德战役阵亡
5. 伊莉莎白（1444年4月22日—1503年1月后），第二代萨福克公爵约翰·德拉波尔的妻子
6. 瑪格麗特（1446年5月3日—1503年11月23日），嫁给勃艮第公爵大胆夏尔
7. 约克的威廉（1447年7月17日—早逝）
8. 约克的约翰（1448年11月7日—早逝）
9. 喬治（1449年—1478年）
10. 约克的托马斯（1450年/1451年—早逝）
11. 理查（1452年—1485年）
12. 约克的乌苏拉（1455年7月22日—早逝）

## 纹章
|  | 備注约克的理查于1432年成为第三代约克公爵。作为约克公爵的妻子，塞西莉肩负着丈夫的被她父亲威斯特摩兰伯爵（内维尔）纹章刺穿的纹章。 採用日期1432年5月12日 盾紋四部分，第1和第4部分，法国现代，第2和第3部分，英格兰，标签为三点银色，每一点带有三个红色的玉米饼；一种咸银色（内维尔）被红色刺穿。 扶盾者邪恶的链鹿/黑鹿银色，疯狂的德克斯特白狮，面部正对观看者（就像她的儿子爱德华四世作为边疆伯爵收纳的）；上面有一个带链子的猎鹰徽章。 象徵作为第一代韦斯特摩兰伯爵拉尔夫·内维尔的女儿，塞西莉继承了韦斯特摩兰纹章，其被约克公爵的纹章刺穿。约克公爵继承了他的祖父、爱德华三世之子兰利的埃德蒙的相关纹章；四部分，第1和第4期，法国现代，第2和第3部分，英格兰，标签为三点银色，每一点带有三个红色的玉米饼。1461年，塞西莉将自己的纹章改为包含英格兰王室纹章，暗示她的亡夫曾是合法国王。 |

## 轶闻
传说塞西莉的父亲不满她的一个追求者，为防她与其私会而将她关在房间内。因为塞西莉8岁时已经订婚，这一传说被认为是虚构。
认为爱德华四世为塞西莉偷情所生者如肖博士指爱德华受孕于约克公爵理查在外期间，像生父弓箭手布雷博恩一样高大，乔治也高大，而理查则像父亲约克公爵理查一样瘦小。

## 小说形象
作为约克公爵夫人的塞西莉·内维尔是莎士比亚戏剧《理查三世的悲剧》中的主要人物。她被描绘成对她死去的儿子乔治和爱德华有着深厚的感情，但对理查冷酷无情，她称他为“当我从他身上看到我的耻辱时，让我感到悲伤的假玻璃。”因为理查被描绘成一个驼背，公爵夫人似乎因为他的畸形和出生困难而讨厌他，剧中的几个角色都在谈论这些。理查除掉塔裡的王子后，他的母亲彻底反对他，用诅咒的话诅咒他：“你该死，这将是你的结局！”许多著名女演员都曾出演过她，包括埃莉诺·艾金、埃莉诺·布朗、安妮特·克罗斯比（1983年为BBC莎士比亚出演）、海伦·海耶斯（劳伦斯·奥利弗1955年的电影）、安妮·杰弗里斯，以及1995年由伊恩·麦克莱恩主演的电影中的玛吉·史密斯。在最后一个版本中，她的角色在实际戏剧中被赋予了几个属于安茹的玛格丽特的场景。在1955年的奥利弗电影中，她的角色被缩减为一个几乎不起眼的角色。
2013年和2017年，公爵夫人分别在电视剧《白王后》和《白公主》中由卡罗琳·古道尔饰演；该系列基于作家菲利帕·格雷戈里的《堂表之战》系列中的三部小说。在第一集中，塞西莉夫人的第一个场景是与卢森堡的雅克塔和她的女儿伊丽莎白·伍德维尔的交流。在这次会面中，雅克塔作为女儿的代言人，真实地越过了历史的印记。在现实生活中被称为“骄傲的西斯”的不满的公爵夫人很容易被社会地位低下的人打败，因为他们揭露了她与一名法国弓箭手明显的“秘密”恋情，伊丽莎白命令她在她面前鞠躬。她说不出话来，沉默了几分钟，几乎被他们吓倒了。虽然当时的“礼貌”观念要求对王后采取极端形式的服从，但这是小说中直接出现的塞西莉夫人，而不是声称自己有权统治的真正自豪的贵族。
菲利帕·格雷戈里的《堂表之战》系列小说：
- 《白王后》，关于伊丽莎白·伍德维尔王后
- 《红王后》，关于玛格丽特·博福特
- 《里弗斯夫人》，关于卢森堡的雅克塔
- 《造王者的女儿》，关于公爵夫人的儿媳兼侄孙女安妮·内维尔王后

约瑟芬·泰1951年的小说《时间的女儿》中讨论了一部关于塞西莉的虚构小说《雷比的玫瑰》。她是1983年约翰·M. 福特的小说《等待的龙》中的主要人物之一，也是C. J. 桑森小说《君主》情节的关键。2011年出版的两本书对公爵夫人的人生进行了戏剧化描述：一本是小说家安妮·伊斯特·史密斯的《权力的女王》，另一本是小说家辛西娅·莎莉·哈格德的《受挫的女王》。另一本乔安娜·希克森的书于2014年出版，书名为《红玫瑰白玫瑰》。
2016年，朱迪·丹奇在英国广播公司电视迷你剧《空王冠：玫瑰战争》第三集中饰演内维尔；该剧是根据威廉·莎士比亚的戏剧《理查三世》改编的。
沙龙·凯·彭曼1982年的理查三世小说《灿烂的阳光》相对准确地描述了内维尔，她是约克家族引以为傲的女家长，也是所有孩子的慈爱但严厉的母亲。这本书重点讲述了她对伊丽莎白·伍德维尔的蔑视，以及她试图调和儿子之间的各种不和。

## 延伸阅读
- Ashdown-Hill, J. . Pen and Sword Books. 2018-04-18. ISBN 978-1-5267-0632-4.
- Laynesmith, J.L. . Bloomsbury Academic. 2017-07-13  [2021-12-21]. ISBN 978-1-4742-7225-4. （原始内容存档于2023-01-11）.
- Licence, A. . Amberley Publishing. 2014. ISBN 978-1-4456-2123-4.
- Mackley, John. Throne, Mildred , 编. . Iowa Journal of History. 48. 1950, (2): 150–151.
- Richard III Society Research blog https://riiiresearch.blogspot.co.uk/2017/04/the-myth-of-joan-of-york-or-joan.html （页面存档备份，存于） (the editors include Laynesmith)
- . Richard III Society.   [31 October 2016]. （原始内容存档于May 26, 1998）.